# Jean René César de Saint-Julien de Chabon
Jean René César de Saint-Julien de Chabon, né le 14 mars 1752 à Brest et mort le 13 juillet 1799 à Toulon, est un contre-amiral français.

## Biographie
Il participe à la guerre d'indépendance des États-Unis et aux guerres de la Révolution française (siège de Toulon).
Fils d'un officier, il entre comme volontaire dans la Marine sur la frégate La Malicieuse en 1763.
Il devient garde de la Marine le 12 novembre 1764. Il est embarqué sur le Saint Michel en 1766, puis deux mois sur l’Écluse, dix mois sur le Topaze en 1770, quatre mois sur la Tourterelle en 1772.
La même année il est élevé au grade d'enseigne de vaisseau puis lieutenant de vaisseau le 1er avril 1778. 
Il sera en service au port militaire de Toulon le 1er janvier 1785 et nommé major de vaisseau à compter du 16 décembre 1786.
En décembre 1789, il est attaqué lors d'une mutinerie dirigée contre le chef d'escadre Albert de Rions. Son épée est brisée dans son fourreau ; deux officiers de la Garde nationale lui sauvent la vie. 
Il commande par intérim la 6e escadre le 1er janvier 1792 puis commande le vaisseau Commerce de Bordeaux en juillet.
Il devient contre-amiral le 1er janvier 1793. Lors du siège de Toulon, alors que les édiles toulonnais et son supérieur Trogoff ouvrent la rade de Toulon et son port à la flotte anglo-espagnole, Chambon refuse et rejoint le camp républicain avec 300 marins. Trogoff le destitue mais pour la Convention et pour l'historiographie française par la suite « Le traître Trogoff livra la flotte et l'arsenal aux Anglais, le patriote Chabon en sauva ce qu'il put » : Chambon fut réadmis dans son grade par le Directoire le 10 décembre 1795 puis remis en activité le 9 octobre 1796.